# Alexander Mattison
Alexander Mattison (San Bernardino, California, 19 de junio de 1998) es un jugador profesional estadounidense de fútbol americano que se desempeña en la posición de running back en Minnesota Vikings, equipo de la National Football League (NFL).

## Carrera
Fue seleccionado en la tercera ronda en la Reunión Anual de Selección de Jugadores de la NFL de 2019. Hizo su debut profesional con el equipo Minnesota Vikings, donde lleva jugando cinco temporadas.